# Roca del Manel
La Roca del Manel és una muntanya de 992,2 metres que es troba dins del terme municipal de Conca de Dalt, molt a prop del límit amb el terme de Salàs de Pallars, a la comarca del Pallars Jussà.
És a la carena que separa el barranc dels Escarruixos (al nord) del de Fontfreda (al sud), al capdamunt del Serrat de Mig, que és el que fa de termenal entre aquests dos termes. Tanmateix, la Roca i la Cova del Manel, sota seu, són del tot dins del terme de Conca de Dalt.